# Покровка (Курманаєвський район)
Покро́вка (рос. Покровка) — село у складі Курманаєвського району Оренбурзької області, Росія.

## Населення
Населення — 249 осіб (2010; 361 у 2002).
Національний склад (станом на 2002 рік):
- росіяни — 95 %